# Zamarada cydippe
Zamarada cydippe är en fjärilsart som beskrevs av Claude Herbulot 1954. Zamarada cydippe ingår i släktet Zamarada och familjen mätare. Inga underarter finns listade i Catalogue of Life.